# بلایا گورا (استان آرخانگلسک)
بلایا گورا (به لاتین: Belaya Gora) یک منطقهٔ مسکونی در روسیه است که در استان آرخانگلسک واقع شده‌است.